# Parwich
Parwich est une paroisse civile et un village du Derbyshire, en Angleterre.